# Yimenosaurus
Yimenosaurus youngi is een plantenetende dinosauriër, behorend tot de Sauropodomorpha, die tijdens het vroege Jura leefde in het gebied van het huidige China.

## Vondst en naamgeving
In augustus 1987 gaf Zhang Xingyong, een vrijwilliger bij het Yunnan Provincial Museum, leiding aan een groep amateurpaleontologen die in de streek Jiaojiadian in de prefectuur Yimen in de provincie Yunnan drie ton gesteente opgroeven met daarin tien dinosauriërskeletten. Het materiaal was van slechte kwaliteit.
In 1990 benoemden en beschreven Bai Ziqi, Yang Jie en Wang Guohui de typesoort Yimenosaurus youngi. De geslachtsnaam verwijst naar Yimen. De soortaanduiding eert de grote Chinese paleontoloog Yang Zhongjian, die in wetenschappelijke publicaties de naam "C.C. Young" gebruikte.
Het holotype, YXV8701, is gevonden in een laag van de Fengjiaheformatie die dateert uit het Hettangien. Het bestaat uit een gedeeltelijk skelet met schedel en onderkaken. Het postcraniaal skelet omvat de proatlas, atlas, de draaier, de vierde halswervel, de achtste halswervel, een reeks van vier middelste ruggenwervels, stukken van andere ruggenwervels, drie sacrale wervels, een reeks middelste staartwervels, stukken van andere staartwervels, een voorste chevron, ribben, een darmbeen, beide zitbeenderen en een dijbeen. Het paratype is YXV8702, een skelet met schedel van een groter individu dan het holotype.  Het omvat een reeks van vijf achterste halswervels, een reeks van vijf ruggenwervels, drie sacrale wervels, een reeks van zes voorste staartwervels, een scapulocoracoïde, het hele bekken en beide achterpoten minus de rechtervoet. De skeletten maken deel uit van de collectie van de Yuxi Regional Administrative Academy.

## Beschrijving

### Grootte en onderscheidende kenmerken
Yimenosaurus is een relatief grote soort. Gregory S. Paul schatte in 2010 de lichaamslengte op negen meter, het gewicht op twee ton.
De beschrijvers gaven een diagnose maar die is naar moderne maatstaven onbruikbaar omdat het onduidelijk is in welke kenmerken Yimenosaurus zich van verwanten onderscheidt.
Peter Malcolm Galton en Paul Upchurch gaven in 2004 vier autapomorfieën, unieke afgeleide eigenschappen. Het bovenkaaksbeen heeft een lange opgaande tak, gelijk aan de helft van de hoogte van het element. De hoogte van de schedel ter hoogte van de fenestra antorbitalis bedraagt de helft van de lengte van de schedel. De chevrons, de onderste uitsteeksels aan de staartwervels, hebben een knuppelvormig onderste uiteinde. Het schaambeen heeft aan de onderzijde van de schacht een grote gezwollen kam.

### Skelet
De beschrijvers reconstrueerden de kop als relatief kort, dertig centimeter, en hoog met vooral een hoge snuit. Het snuitprofiel in zijaanzicht zou wigvormig zijn. Een probleem hierbij is dat de achterkant van de schedel onbekend is en het voorste snuitbot, de praemaxilla, de opgaande tak mist. De fenestra antorbitalis heeft een grote uitholling. Het voorhoofdsbeen is plat en relatief breed. De oogkas is groot en rond.
De onderkaak is matig hoog en naar voren toe iets naar boven gekromd. Het kaakgewricht bevindt zich iets onder het niveau van de tandrij.
De tanden zijn relatief lang. Er zouden vier tanden in de praemaxilla staan, zeventien tot achttien in het bovenkaaksbeen en eenentwintig tot drieëntwintig in het dentarium van de onderkaak maar dit zijn schattingen. De maxillaire tandrij loopt tot onder de oogkas door.
De derde wervel in het heiligbeen is een uit de staart ingevangen caudosacrale wervel. De chevrons van de staart zijn lang en hebben een knuppelvormig onderste uiteinde.
Het bekken is breed en met een krachtig sacraal juk verbonden aan het heiligbeen. De schachten van de schaambeenderen en zitbeenderen zijn opvallend ingesnoerd.
De achterpoten zijn robuust. Het onderbeen heeft twee derden van de lengte van het bovenbeen. Dit zou duiden op een langzame, wellicht viervoetige, gang maar daartegenover staat dat het dijbeen sterk gekromd is en een hoge vierde trochanter bezit, beide kenmerken van een rennende vorm. Omdat de voorpoten bij het typemateriaal ontbreken kan lastig nagegaan worden in hoeverre ze aanpassingen aan een vierpotige gang hebben maar de schoudergordel is robuust. Uit de rest van het materiaal is een robuust opperarmbeen bekend met drie vijfden van de lengte van het dijbeen. De middenvoet is relatief lang maar de tenen zijn kort. De formule van de teenkootjes is 1-2-3-4-1.

## Fylogenie
Yimenosaurus werd in 1990 in de Plateosauridae geplaatst maar zonder exacte kladistische analyse. Zonder moderne beschrijving is het onmogelijk de fylogenetische positie betrouwbaar aan te geven.